# Крёково (Ярославская область)
Крёково — деревня Арефинского сельского поселения Рыбинского района Ярославской области .
Деревня расположена на высоком правом берегу реки Ухра, выше по течению и к юго-востоку центра сельского поселения села Арефино на расстоянии около 2 км. По основной улице деревни, расположенной вдоль реки, проходит дорога, связывающая с Арефино деревни, стоящие на правом берегу Ухры, ближайшая из них в сторону Арефино — Наволоки, стоит на расстоянии около 1 км и ниже по течению. К юго-востоку от деревни Крёково эта дорога около 4 км следует лесом, после чего выходит к деревне Черёмушки .
Деревня Крекова указана на плане Генерального межевания Рыбинского уезда 1792 года.
На 1 января 2007 года в деревне Крёково числилось 4 постоянных жителя . Почтовое отделение, расположенное в центре сельского поселения селе Арефино обслуживает в деревне Крёково 12 домов .